# SOGO案
SOGO案，即SOGO經營權案，指的是遠東SOGO母公司「太平洋流通投資」（太流）股權結構與歸屬的相關爭議，其中除較知名之太流公司增資登記爭議外，尚有臨時管理人、章民強與李恒隆之間股權訴訟、郭明忠事件、李恒隆行賄立委案等爭議。
SOGO案，係關於臺灣知名百貨公司「太平洋崇光百貨股份有限公司」（太百公司）之經營權爭議。爭議起源於太百公司於2002年時為「太平洋建設股份有限公司」（太設公司）的章民強家族所經營，章民強等3人因太設公司財務發生困難，需調度資金以維持營運，遂自2000年至2002年間，連續向太百公司調借款項，借款金額合計達26億餘元，章民強等3人為隱匿太設公司向太百公司調借資金週轉情事，於相關收入傳票、支出傳票、分錄轉帳傳票，均偽以預付租金名義，登載「其他預收款」或「其他應付款」等不實總帳會計科目，並據此不實傳票，製作內容虛偽記載之財務報告，未詳實揭露太設公司向太百公司之短期借款，及以抵太百公司應付太設公司股利等方式沖銷上揭借款等內容，使太設公司與關係企業太百公司間借貸交易之訊息，無從呈現實際之財務狀況，最後章民強等人經法院以違反證券交易法第174條第1項第5款之虛偽記載罪判刑確定（詳2016年12月15日臺灣高等法院99年金上重更（一）字第4號判決）。
2002年間，為解決財務上的困境，章民強等人與李恆隆等人將太百公司與太百公司母公司「太平洋流通投資股份有限公司」（太流公司）之股權，進行一連串的改組與安排。嗣2002年9月21日，太百公司之母公司太流公司召開股東會及董事會決議增資，修訂章程資本額由1,000萬元增加為40億1,000萬元。之後遠東集團陸續增資太流公司40億元，實收資本額成為40億1,000萬。因為太流公司持有太百公司78.6%的股權，所以遠東集團取得太流公司控制權後，就等於控制太百公司，而取得太百公司之經營權。
太百公司在遠東集團取得經營權後，財務逐漸穩定，太設集團亦安然度過財務危機後，太百公司反而成為多方垂涎標的。太百公司原先經營者即太設集團章民強等人，其主張太流公司於2002年9月21日違法召開股東會及董事會，因此所為增資決議亦屬違法，遠東集團並未取得經營權，引發諸多民事、刑事及行政訴訟等，例如前述增資爭議、臨時管理人爭議等。太設章家也對李恒隆提告，請求返還李恒隆名下登記的太流60萬股股份，而有章民強與李恒隆間股權訴訟爭議。
歷經將近20年的爭訟期間，逐漸接近尾聲，最後大多數判決認定大致相同，有二個重要判決，一是2013年5月9日最高行政法院102年度判字第270號判決駁回經濟部上訴，確定撤銷經濟部2010年2月3日撤銷太流公司增資等登記之行政處分；另一是 2016年12月15日臺灣高等法院99年度金上重更（一）字第4號判決，關於李恒隆囑託同案被告郭明宗製作2002年9月21日太流公司股東會及董事會內容不實之會議紀錄並行使之部分，無罪定讞。依目前的爭訟結果，遠東集團確保其對太流公司之股權及控制權，亦確立其對太百公司之經營權。
前述判決確定後，李恒隆無罪脫身，反過來主張自己擔任主席的股東會、董事會增資決議是不實文書，要給現行經營者遠東集團壓力，企圖從中獲得利益，引發郭明忠事件。
之後，李恒隆仍繼續以該增資會議紀錄係不實文書為由，頻頻透過民意代表施壓經濟部，要求再次撤銷太流公司的增資登記，影響立法院公司法的修法，讓修法後的條文可以回溯適用於SOGO案。事實上，前述臺灣高等法院99年度金上重更（一）字第4號確定判決與同法院97年囑上易字第1號確定均已認定，就2002年9月21日下午太流公司董事會議記錄，並不涉及登載不實文書等偽造文書罪嫌，李恒隆自己身為該增資會議主席，也已獲無罪判決確定。
2020年爆發檢警大搜索的國會集體收賄案，李恒隆遭控行賄蘇震清、廖國棟、陳超明、徐永明等跨黨派立委與陳唐山前立委。

## 增資登記爭議
太流公司增資登記爭議是指，太平洋流通投資股份有限公司在2002年在股東會及董事會決議進行增資，以及之後遠東集團參與現金增資，取得太流公司（及遠東SOGO）控制權的相關爭議。
太設集團章民強因認太流公司2002年9月21日董事會及股東會決議增資的會議記錄，涉犯業務登載不實罪嫌，對該次會議主席李恒隆、董事賴永吉、及紀錄郭明宗提出告訴，結果一審判決被告等均無罪。章民強不服，經檢察官上訴後，高等法院判決李恒隆、賴永吉違反刑法第215、216條行使業務登載不實文書罪及第210條偽造私文書罪，判決號郭明宗違反刑法第215、216條行使業務登載不實文書罪。因該次會議主席董事長李恒隆及董事賴永吉所涉及之偽造文書罪，可上訴至第三審，故尚未確定，而郭明宗部分僅涉業務登載不實文書罪，屬輕罪不得上訴三審，郭明宗部分因而確定。
經濟部於是於接獲高檢署通知後，以郭明宗不得上訴三審的有罪判決，依公司法第9條第4項規定，撤銷太流公司40億元增資登記。
同時期另一案件，就相同股東臨時會及董事會決議、相同之增資登記與法律問題，但不同的被告，來進行審理。2010年9月8日該案臺灣高等法院97年度矚上易字第1號判決刑事確定判決認定：「李恒隆、賴永吉及郭明宗就91年9月21日上午臨時股東會會議記錄，就出席股東雖記載不明確或不精確，但並非虛偽不實，而91年9月21日下午董事會會議記錄所附之簽到簿，就出席董事簽名部分雖記載有虛偽不實，然就董事會之決議而言，並無不實而足生損害之結果發生。本件會議內容為參與會議者之真意，並無不實可言。」。
經濟部撤銷太流增資登記後，遠東集團不服，提起訴願，遭行政院駁回。遠東集團於是提起行政訴訟，於台北高等行政法院獲得勝訴後，再獲最高行政法院維持原判決，經濟部撤銷太流公司增資登記行政處分因此被撤銷確定。也就是說，太流公司實收資本額回復為40億1,000萬元。根據臺北高等行政法院及最高行政法院判決，撤銷經濟部行政處分原因包括：（一）臺灣高等檢察署2009年12月31日發函經濟部僅為觀念通知，無拘束經濟部應否撤銷核准增資、修正章程變更登記之權限；（二）公司法第9條第4項條之「偽造、變造文書」，不包括刑法第213 條至215 條之「公務員登載不實、使公務員登載不實、業務登載不實」及第216條之「行使罪」之部分；（三）「2002年9月21日股東臨時會及董事會決議係屬偽造」之事實，於共犯李恒隆、賴永吉、郭明宗之刑事確定判決相互間，未來也很可能發生歧異（目前已與臺灣高等法院97年度矚上易字第1號判決之認定歧異），經濟部有必要自行裁量待共犯（李恆隆、賴永吉）刑事判決確定後，再決定是否撤銷登記；及（四）李恒隆可得以一人親自出席並代理賴永吉出席之方式開會，不能因此而謂2002年9月21日股東臨時會及董事會決議係屬偽造。
2013年7月3日經濟部因此回復太流公司增資等各項登記：實收資本額40億1,000萬元，董事長徐旭東、董事黃茂德、羅仕清、監察人杜金森。
李恒隆與賴永吉上訴三審後，2010年3月25日最高法院撤銷二審的有罪判決，並發回臺灣高等法院重新審理。
重新審理後，2016年12月15日臺灣高等法院99年金上重更（一）字第4號判決作出與前述97年度矚上易字第1號刑事確定判決相同認定，記載：「被告李恒隆、賴永吉就91年9月21日上午召開之臨時股東會會議記錄，出席股東雖記載不明確或不精確，惟並非虛偽不實；另就91年9月21日下午召開之董事會會議記錄所附之簽到簿，就出席董事簽名部分雖記載有虛偽不實，惟就董事會之決議而言，並無不實而足生損害之結果發生，且本件會議內容亦係參與會議者之真意，並無不實等情，已如前述，本件尚難認被告李恒隆、賴永吉涉有公訴意旨所指刑法第216條、第215條之行使業務登載不實文書罪及刑法第214條之使公務員登載不實罪嫌甚明」，因此關於李恒隆囑託同案被告郭明宗製作2002年9月21日太流公司股東會及董事會內容不實之會議紀錄並行使之部分，無罪定讞。

## 臨時管理人事件
2010年2月3日經濟部撤銷太流公司增資登記，使得資本總額及實收資本額均回復登記為1,000萬元後，李恒隆聲請法院選任太流公司臨時管理人。2012年1月13日臺灣臺北地方法院裁定，選任李恒隆所推薦之陳榮傳、王弓、簡敏秋等三人為太流公司臨時管理人。
遠東集團不服提出抗告，2012年5月11日臺灣臺北地方法院合議庭改裁，僅維持原選任簡敏秋、王弓二人，再加入遠東集團所推薦之邱正雄、吳清友、陳志雄等人，為太流公司臨時管理人。
遠東集團、李恒隆、太設集團等人皆不服，提出再抗告。之後，臺灣高等法院於2012年12月27日作出101年度非抗字第72號確定裁定，認為原裁定依公司法第208條之1第1項規定准予選任臨時管理人，適用法規有顯然之違誤，且所涉及之法律見解，亦具有原則上重要性，而廢棄原裁定，駁回李恒隆聲請選任太流公司臨時管理人。
高等法院此一確定裁定，同時對當時複雜的股權、登記與董事鬧雙胞之情況，作出釐清與認定：「遠東集團自91年起之增資行為，倘各認股人均已完成認股行為，即為太流公司之合法股東，縱然未為增資登記，不影響股東之資格。而此股東權之取得，既不以向經濟部完成增資登記為生效要件，自不因經濟部前揭撤銷增資登記之行政處分而失效。則太流公司100年度股東常會以當時股東名簿之股東及40億1,000萬元資本額為基礎，所選任董事之決議復未經法院判決撤銷或確認無效確定在案，該股東會決議所選任之董事即非無效，太流公司於新任董事長徐旭東，自其就任後即生效力，得代表太流公司，無須經主管機關准予變更登記後，始生效力，縱未為變更登記，亦不影響其董事職權之行使。」
陳榮傳、王弓與簡敏秋擔任太流公司臨管人期間，曾三度於報紙上刊登公告，指稱遠東集團涉犯侵佔、違反商標法，及臨管人已獲本公司最大股東李恆隆承諾，願將其於SOGO及太流公司之資產，價值約數百億元，捐作公益…等語。經2016年2月5日臺灣高等法院判決，王弓及簡敏秋應連帶賠償太流公司67萬4,207元及利息，主因王、簡二人花費太流公司金錢於報紙上刊登廣告等行為，與執行臨時管理人之職務無關，違反臨時管理人注意義務，應共同賠償太流公司損害。

## 章民強與李恒隆之間相關訴訟
章民強於2002年間起訴，要求李恒隆返還太流公司60萬股股票。歷經各審法院，2018年2月22日最高法院判決章民強敗訴定讞。
章民強及章啟明對李恒隆(及賴永吉)提起背信罪告訴，案經檢察官提起公訴，最終於2024年1月24日，李恒隆無罪確定(賴永吉免訴)。理由為，法院(1)無法認定李恒隆有受章家委任處理太設集團之財務紓困問題；(2)無法認定章家與寒舍公司等簽立之備忘錄必定可履行；(3)無法認定李恒隆有刻意安排債權銀行團進入太百公司經營團隊，使李恒隆可另洽太百公司之買主牟利；(4)無法認定李恒隆為使遠東集團取得太百公司經營權，藉此謀取利益，而與遠東集團簽訂備忘錄暨保密協議。

## 郭明忠事件
郭明忠是新加坡麵包物語集團董事長，2019年在臺灣成立新加坡商天義股份有限公司（CLOVER PTE. LTD.）（統一編號83793689，下稱天義公司），聲稱購買李恒隆在太流公司的權利，並指稱遠東集團參與太流公司的增資登記是虛偽不實，要求經濟部再次撤銷太流公司增資登記，以爭奪SOGO經營權。但太流公司駁斥郭明忠根本不是股東，對郭提出誹謗告訴。

## 2018年公司法「SOGO條款」爭議及2020年李恒隆等涉嫌貪污治罪條例

### 背景
立法院於2018年7月三讀通過公司法修正案，其中被稱作「SOGO條款」之第9條第4項規定備受討論，蓋因太流公司增資登記爭議，其中一個爭點即有無適用當時公司法第9條第4項規定。如適用，遠東集團於太流公司之增資登記，應予以撤銷；不適用，遠東集團於太流公司之增資登記，則應繼續維持。最終，最高行政法院 102年度判字第270號民事確定判決，確認太流公司增資登記爭議不適用當時公司法第9條第4項規定，遂撤銷經濟部2010年2月3日撤銷太流增資登記之行政處分。
正因2018年公司法第9條第4項修正前的規定，產生前述爭點，因此於2018年公司法修正中，各方人士就如何修正公司法第9條第4項規定有諸多角力，尤其針對該項「是否擴張適用至行使偽造/變造文書」及「是否溯及適用於修法前之爭議案件」。最終，立法院於2018年7月三讀通過，確認公司法第9條第4項規定，擴張適用至「刑法偽造文書印文罪章」，惟未溯及既往，因此本次修法並未影響太流公司增資登記爭議。

### 偵查：台北地檢署
2020年7月31日，臺北地方檢察署與相關檢調單位，懷疑李恒隆及新加坡麵包新語集團董事長郭明忠成立之天義公司，行賄多位立委以影響2018年公司法第9條第4項之修正等，因此檢調單位於該日大舉搜索立法院及涉案立委之住所與辦公室等，查得可疑現金並約談多人到案，全案朝違反貪污治罪條例之行賄罪及受賄罪等方向偵辦。台北地院法官裁定羈押民進黨立委蘇震清、國民黨立委陳超明及廖國棟，而無黨籍立委趙正宇及時代力量前立委徐永明則分別交保100萬元及80萬元新台幣。

2020年9月21日，台北地檢署宣布依「貪污治罪條例」起訴時任立委蘇震清、廖國棟、陳超明、趙正宇、前立委徐永明等12人。

### 一審：台北地院
2022年7月，台北地方法院依《貪污治罪條例》等罪，判處現任立法委員蘇震清10年有期徒刑、廖國棟8年6月徒刑、陳超明7年8月徒刑、前立委徐永明7年4月徒刑，至於立委趙正宇部分，則就違背《稅捐稽徵法》逃漏稅判處有期徒刑6個月。

## 歷史
基於前揭爭議與判決、新聞等，可整理本件爭議之時序如下：
- 1999年6月29日臺北市政府核准設立太流公司：資本總額及實收資本額皆為100萬元[68]。
- 2002年2月19日太設公司財務室擬具簽呈，擬出售其所持有之太百公司48%股權，並過戶給太百公司所指定之對象即太流公司。
- 2002年5月2日臺北市政府核准太流公司之增資登記：資本總額及實收資本額皆為1,000萬元，共發行100萬股。李恒隆持股60萬股，太平洋崇光百貨公司持股40萬股[47][68]。
- 2002年5月21日臺北市政府核准太流公司補選董事、監察人：董事長李恒隆、董事章民強、賴永吉、監察人鄭洋一[68]。
- 2002年8月20日原本與各銀行就SOGO及太流公司之債權約定，已全部商討完畢，不料,富邦銀行突然變卦，催討太流公司替太設公司所擔保的8億元債款（由太流公司擁有的43%SOGO股票質押借款），僅有資本額1,000萬元的太流公司必須要增資。
- 2002年9月17日章民強家族包括章民強、章啟光、章啟明致函予數十家債權銀行宣稱太流以及太百兩公司已與章氏家族無任何關係，要求解除2001年以前的擔保。
- 2002年9月19日因章民強自行向債權銀行聲明解除太百公司之保證責任，致太百公司部分債權銀行使太百公司喪失期限利益，故太百公司將章民強在太流公司之法人代表職務解任改派。是太流公司董事僅李恆隆、賴永吉二人。
- 2002年9月21日李恒隆召開太流公司股東臨時會及董事會決議：增資、修正資本總額為40億1,000萬元。遠東集團參與本次增資10億元，實收資本額為10億1,000萬元。[68]。
- 2002年11月13日經濟部核准太流公司增資、修正章程及董事變更登記[47]。
- 2003年5月1日經濟部核准太流公司增資變更登記：實收資本額25億1,000萬元，遠東集團參與本次增資15億元[68]。
- 2003年12月5日台北地方法院91年重訴字第2785號判決，章民強請求李恒隆返還太流公司股票60萬股敗訴，章民強上訴[55]。
- 2006年8月3日經濟部核准太流公司增資變更登記：實收資本額40億1,000萬元，遠東集團參與本次增資15億元[68]。
- 2009年10月26日臺灣高等法院93年度金上重訴字第6號刑事判決，因主席董事長李恒隆、董事賴永吉及會議記錄郭明宗共同就不實之事項，而登載於其業務上所作成之文書並行使之，判決有罪。李恒隆及賴永吉因另涉偽造私文書罪，可上訴最高法院，郭明宗則不得上訴而告確定[40]。
- 2009年12月31日臺灣高等檢察署依公司法第9條第4項規定，行文將臺灣高等法院93年度金上重訴字第6號刑事判決通知經濟部[43]。
- 2010年2月3日經濟部依公司法第9條第4項規定，撤銷2002年11月13日核准太流公司增資、修正章程變更登記及後續以該事實為基礎所為核准之相關登記。資本總額及實收資本額均回復登記為1,000萬元、股份總數則回復登記為100萬股，遠東集團增資之40億元登記均遭撤銷[43]。
- 2010年3月25日最高法院99年度台上字第1789號判決，撤銷臺灣高等法院93年度金上重訴字第6號刑事判決，李恒隆與賴永吉二審的有罪判決被撤銷，發回臺灣高等法院重新審理[48]。
- 2012年1月13日臺灣臺北地方法院100年度司字第333號裁定，臨時管理人：陳榮傳、王弓、簡敏秋等三人[51]。
- 2012年5月11日臺灣臺北地方法院合議庭101年度抗字第92號裁定，臨時管理人：王弓、簡敏秋、邱正雄、吳清友、陳志雄等五人[52]。
- 2012年11月29日臺北高等行政法院99年度訴字第1258號判決，撤銷經濟部2010年2月3日行政處分[43]。
- 2012年12月27日臺灣高等法院101年度非抗字第72、73號裁定，廢棄臨時管理人裁定確定[53]。
- 2013年5月9日最高行政法院 102年判字第270號判決，駁回經濟部上訴，經濟部2010年2月3日行政處分應予撤銷定讞[43]。
- 2013年7月3日經濟部回復太流公司之登記：實收資本額40億1,000萬元，董事長徐旭東、董事黃茂德、羅仕清、監察人杜金森[47]。
- 2014年8月6日經濟部核准太流公司增資登記：資本總額100億元、實收資本額80億2,000萬元[47]。
- 2016年2月5日臺灣高等法院103年上字第780號判決，王弓及簡敏秋應連帶賠償太流公司67萬4,207元及利息定讞[54]。
- 2016年12月15日臺灣高等法院99年金上重更（一）字第4號判決，就李恒隆、賴永吉涉犯偽造文書罪章之行為，均無罪定讞。但李恒隆涉犯刑法第342條背信罪嫌部分，退回檢察官另行妥適處理[68]。
- 2018年2月22日最高法院106年台上字第928號判決，章民強請求李恒隆返還太流公司股票60萬股敗訴定讞[55]。

## 參閱
- SOGO

## 外部連結
- （繁體中文）遠東崇光百貨 （页面存档备份，存于）
- （繁體中文）廣三SOGO （页面存档备份，存于）